# Ідрісов Сулейман
Ідрісов Сулейман Ізмайлович (1878, Мамак, Сімферопольський повіт, Таврійська губернія (нині – с. Строгонівка, Сімферопольський район, Автономна республіка Крим, Україна)—?) - депутат кримсько-татарського Курултаю (1917-1919).
1900 р. закінчив учительську семінарію. До 1906 р. працював учителем. З 1904 – есер. У вересні 1906 р. був засуджений за участь у селянських заворушеннях.  З 1906 р. – вільний слухач Петербурзького університету. Також навчався на педагогічних курсах П.Лесгафта та у Петербурзькому психоневрологічному інституті. 
У роки Першої світової війни – в російській армії. 
Наприкінці 1917 р. обраний членом Курултаю. У січні 1918 р. створив партію мусульман-соціалістів. Увійшов до уряду Радянської соціалістичної республіки Таврида на посаді товариша комісара зовнішніх та національних справ. 
З жовтня 1918 р. член РКП(б). У 1919 р. – нарком земельних справ Кримської СРР. Неодноразово виїжджав до Туреччини для встановлення контактів з молодотурецьким рухом. 
1920 – керуючий справами відділу народів Сходу при ЦК РКП(б), 1920-1921 рр. – член Кримревкому, пізніше – на господарським посадах.
1934 р. виключений з ВКП(б). Згодом репресований.